# Decaisnina amplexicaulis
Decaisnina amplexicaulis är en tvåhjärtbladig växtart som först beskrevs av Danser, och fick sitt nu gällande namn av B.A. Barlow. Decaisnina amplexicaulis ingår i släktet Decaisnina och familjen Loranthaceae. Inga underarter finns listade i Catalogue of Life.